# Hofgarten

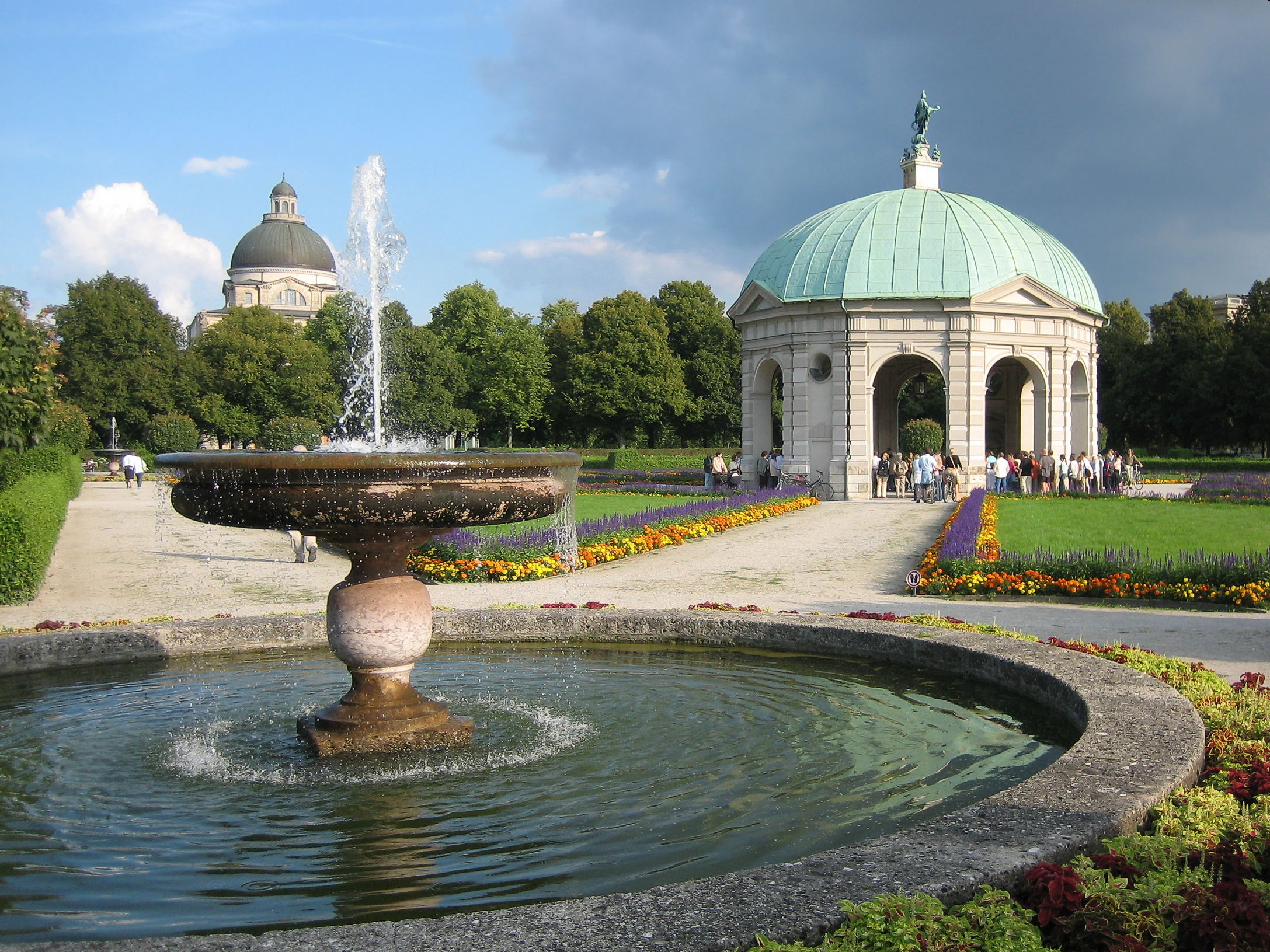
Dianatemplet i parkens mitt. Före detta armémuseets kupol skymtar i bakgrunden.

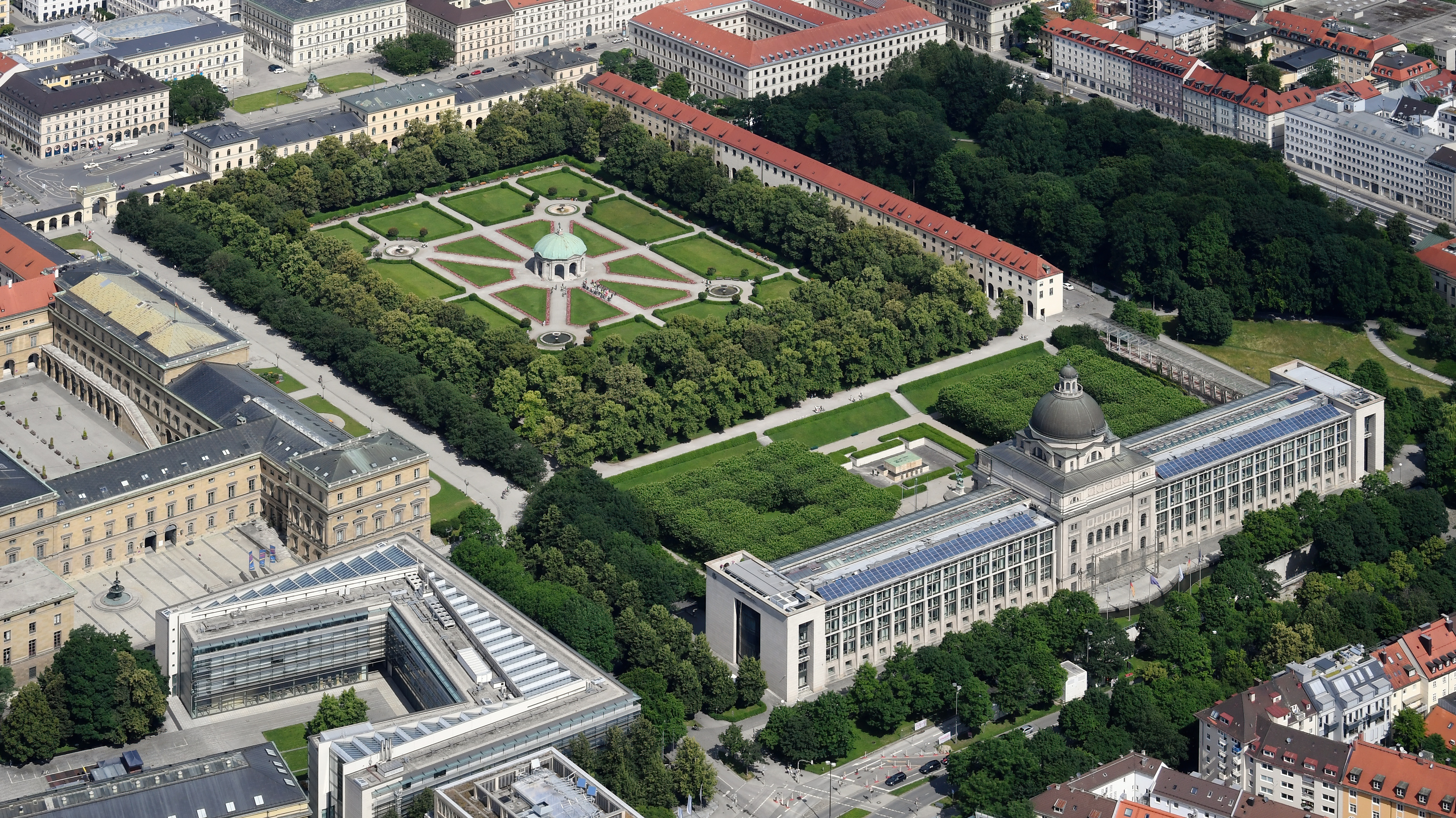
Flygbild från sydost.

Hofgarten är en park i Münchens Altstadt (Gamla stan). Det var från början en "hovets trädgård", eller en slottspark för huset Wittelsbachs hertigar, kurfurstar och kungar som under fyra sekler, från 1508 till 1918, höll hov i det bredvidliggande palatset Münchner Residenz som numera är ett restaurerat byggnadsminne och museum.

## Historik, utformning och användning
Hofgarten började anläggas år 1560 av hertig Albrekt V av Bayern. Det var en ny renässanspark med lusthus och arkader norr om en äldre anläggning från början av seklet. Maximilian I av Bayern sträckte därefter ut parken västerut åren 1613–1617 till dess nuvarande storlek. 

### Dianatemplet i mitten
År 1616, under Maximilian I:s regeringstid, färdigställdes Dianatemplet i parkens mitt, namngiven efter den romerska jaktgudinnan Diana. Det är en tolvhörnig paviljong med åtta öppna och fyra slutna rundbågearkader i en antikimiterande renässansstil. Den är sannolikt ritad av hovarkitekt Hans Krumpper (c:a 1570–1634). På paviljongen står en berömd bronsfigur, idag en kopia av bronsstatyn Tellus Bavaria, som hovskulptören Hubert Gerhard (c:a 1540–1620) hade förfärdigat redan år 1600 för en annan plats. Originalet finns på residensmuseet. Bronsfiguren utgår från bilden av den romerska gudinnan Diana och symboliserar också delstaten Bayerns rikedomar. Inne i hennes tempel finns brunnar eller fontäner på fyra håll längs väggarna. Dessa benämns "musselbrunnar".

### Västra sidans arkad
Två av parkens sidor, den västra och den norra, inramas av arkader. På den västra sidan uppfördes 1816 Leo von Klenzes portalbyggnad Hofgartentor som är parkens huvudingång idag. På ömse sidor sträckte även en arkadgång ut sig där. I början av 1830-talet gav kung Ludvig I av Bayern i uppdrag åt Carl Rottmann att pryda denna arkadgång al fresco med 28 landskapsmålningar från "konstens fosterland" Italien. Strax före den slutgiltiga förstörelsen genom bombningar mot slutet av andra världskriget räddades freskernas putsplattor undan från den redan skadade arkadgångens vägg och säkrades i all hast men med svåra förluster. De restaureras fortfarande med avsikt att så småningom återfå sina ursprungliga platser längs den västra arkaden, och finns för tillfället i en gång inne i residensmuseets neobyzantinska kyrkobyggnad Allerheiligen Hofkirche. De fresker av Peter von Cornelius som nu berättar episoder ur huset Wittelsbachs historia längs arkadgången på Hofgartens västra sida är hämtade från annat håll för att ersätta Rottmanns original så länge.

### Norra sidans arkad
På uppdrag av kurfursten Karl Theodor lät hovets chefbyggmästare Karl Albert von Lespilliez (1723–1796) uppföra Churfürstlichen Galerie (1780-81) längs en arkadgång utmed norra sidan. Gatan på andra sidan parken fick namnet Galeriestraße. I galleriet förvarades och uppvisades kurfurstliga konstskatter från 1783 fram till 1836, då de flyttades över till ett rymligare och nybyggt pinakothek på annat håll i staden. Byggnaden inhyste efter 1918 den bayerska fristatens arkeologiska institution. Under hösten 1937 använde de nationalsocialistiska myndigheterna tillfälligt lokalerna för en avsiktligt nedsättande utställning med så kallad "entartete" Kunst eller "missbildad" modern konst. Sedan 2007 är Deutsches Theatermuseum, det teaterhistoriska museet i München, placerat här.

### Södra sidan
Längs hela den södra sidan sträcker fasaden till residenspalatsets återuppbyggda Festsaalbau (festsalsbyggnad) ut sig så som den även gjorde på Ludvig den förstes tid. I stället för den förstörda operan vid Odeonsplatz uppfördes här i mitten av festsalsbyggnaden också en konserthall som fick namnet Herkulessaal. Detta gjordes 1951–1953 i en monumental klassicistisk stil. 

### Östra sidan
På östra sidan låg långt tillbaka i tiden tre lusthus från renässansen. 1807 invigdes i stället en 190 meter lång kasernbyggnad där, med ett mittparti som reste sig en våning högre än flyglarna, vilka bestod av markplan och tre övervåningar. Där inhystes stadens garnison med plats för över 2000 man. 1905 omvandlades byggnaden till Bayerns armémuseum. På 1920-talet, efter första världskriget placerades Münchens minnesmärke över krigets offer, ett Kriegerdenkmal framför museet, något som förnyades efter andra världskriget. Armémuseets mittparti med dess kupol klarade sig undan krigets förstörelse, medan byggnaden i övrigt tog stor skada. Det kupolförsedda mittpartiet reser sig därför ännu längs Hofgartens östra sida tillsammans med förbundslandet Bayerns nybyggda statskansli. Bayerns armémuseum återfinns däremot i Ingolstadt sedan 1972.

### Parken efter andra världskriget
Efter andra världskrigets förstörelse av Hofgarten fann man en kompromiss mellan det typiska för en engelsk park, som hade funnits här sedan 1800-talets mitt, och den ursprungliga gestaltningen från 1600-talet. Från residensets södra sida ut mot parken följdes ritningar från 1853 av chefsträdgårdsmästare Carl Effner (1792–1870) med växtbäddar eller rabatter typiska för den tiden.

## Galleri

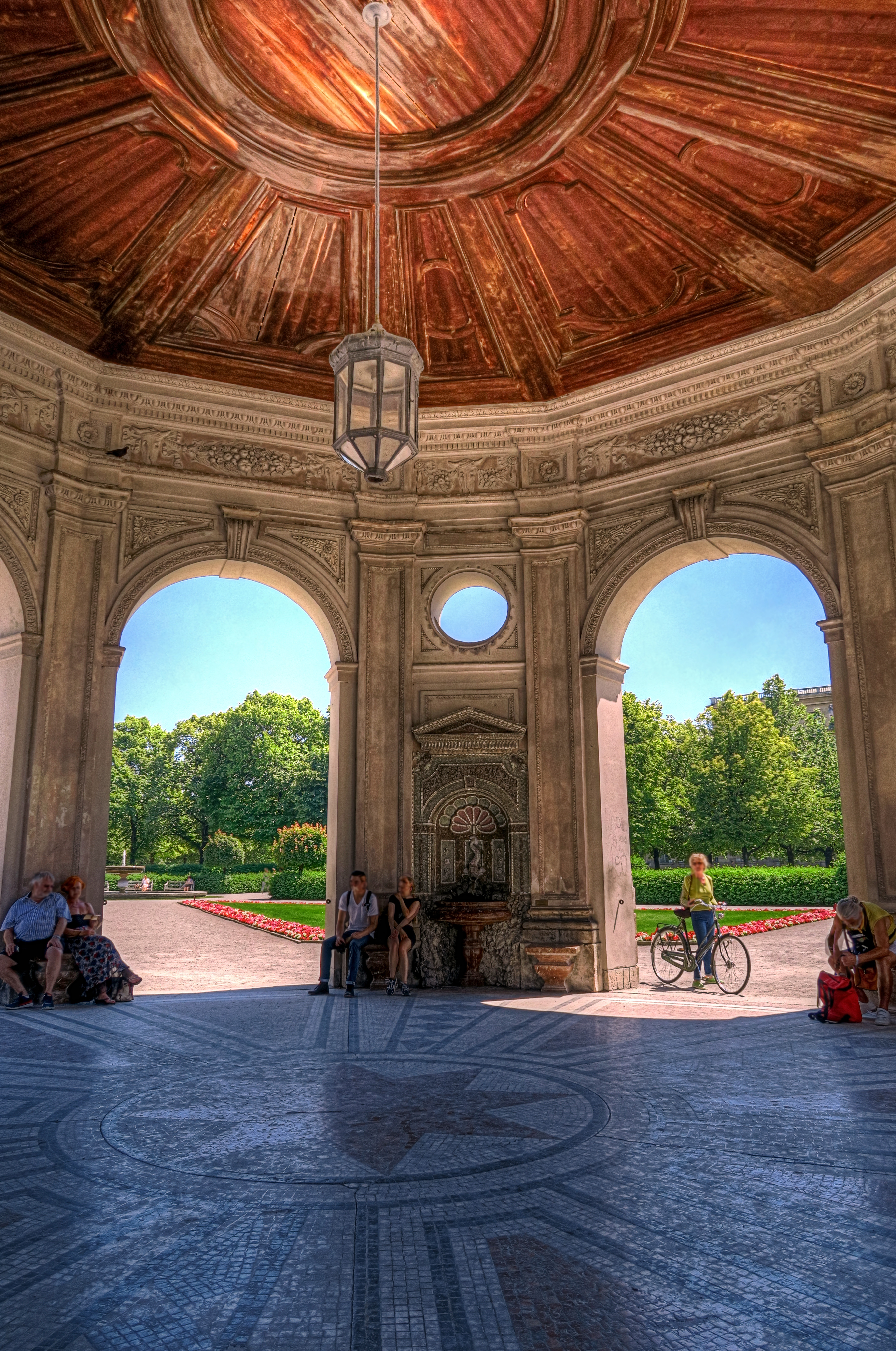
Inifrån Dianatemplet med mosaikgolv.
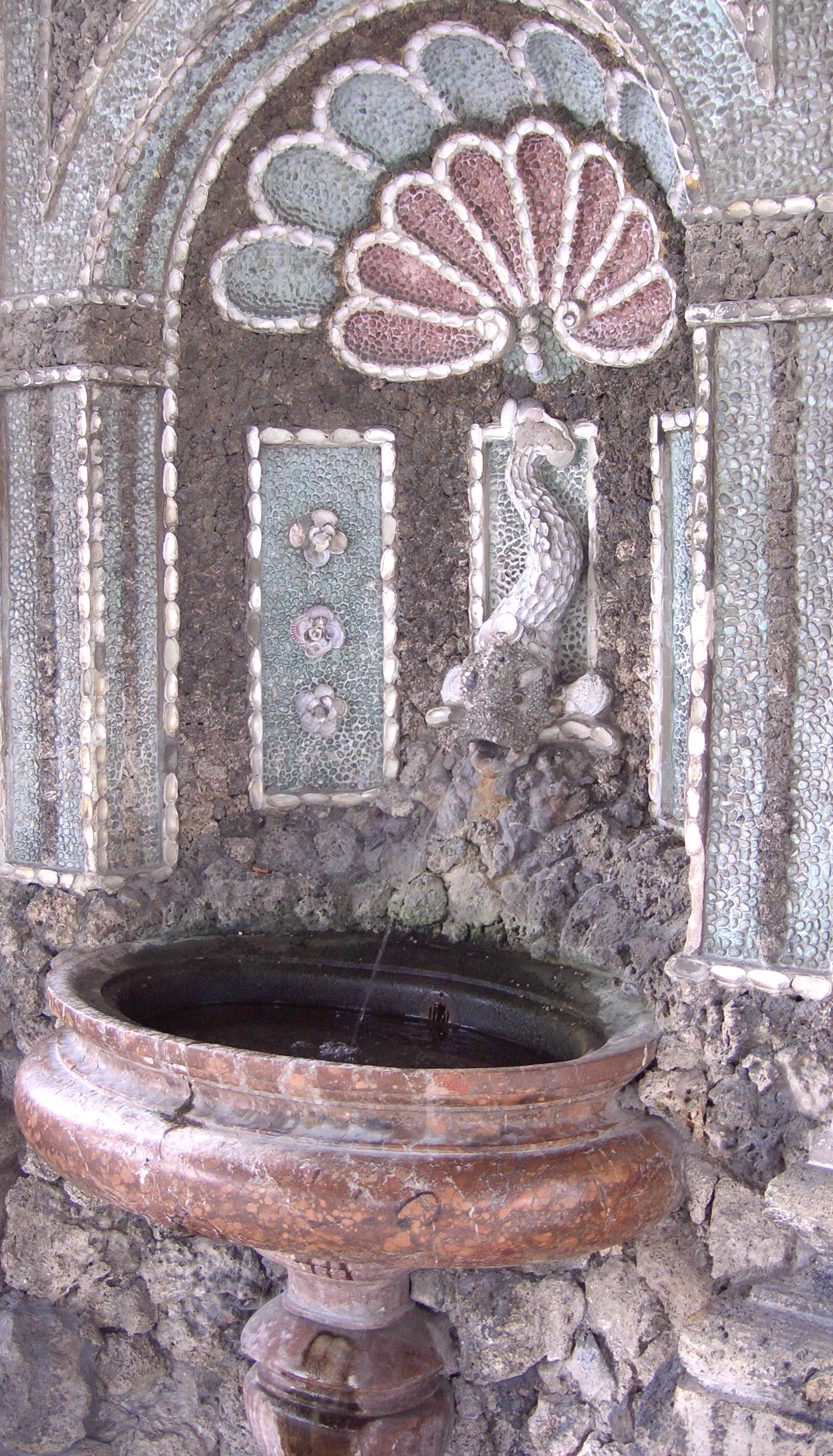
Musselbrunn.
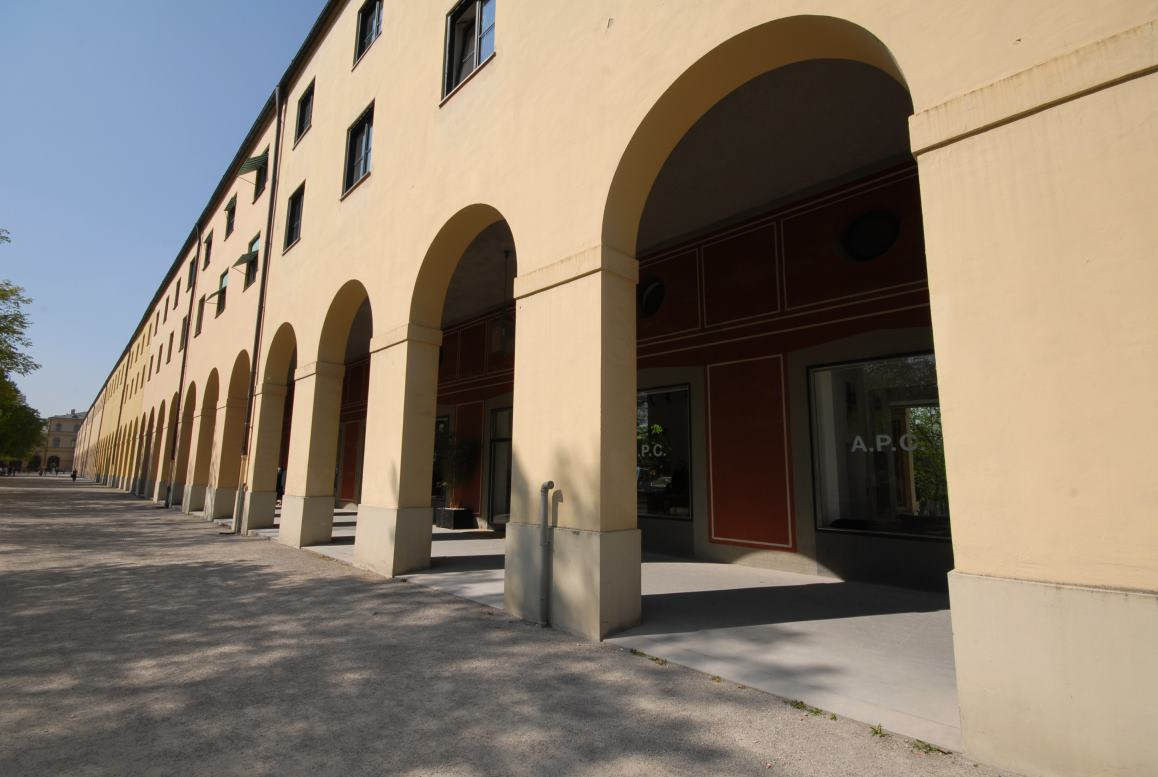
Norra sidans arkad.
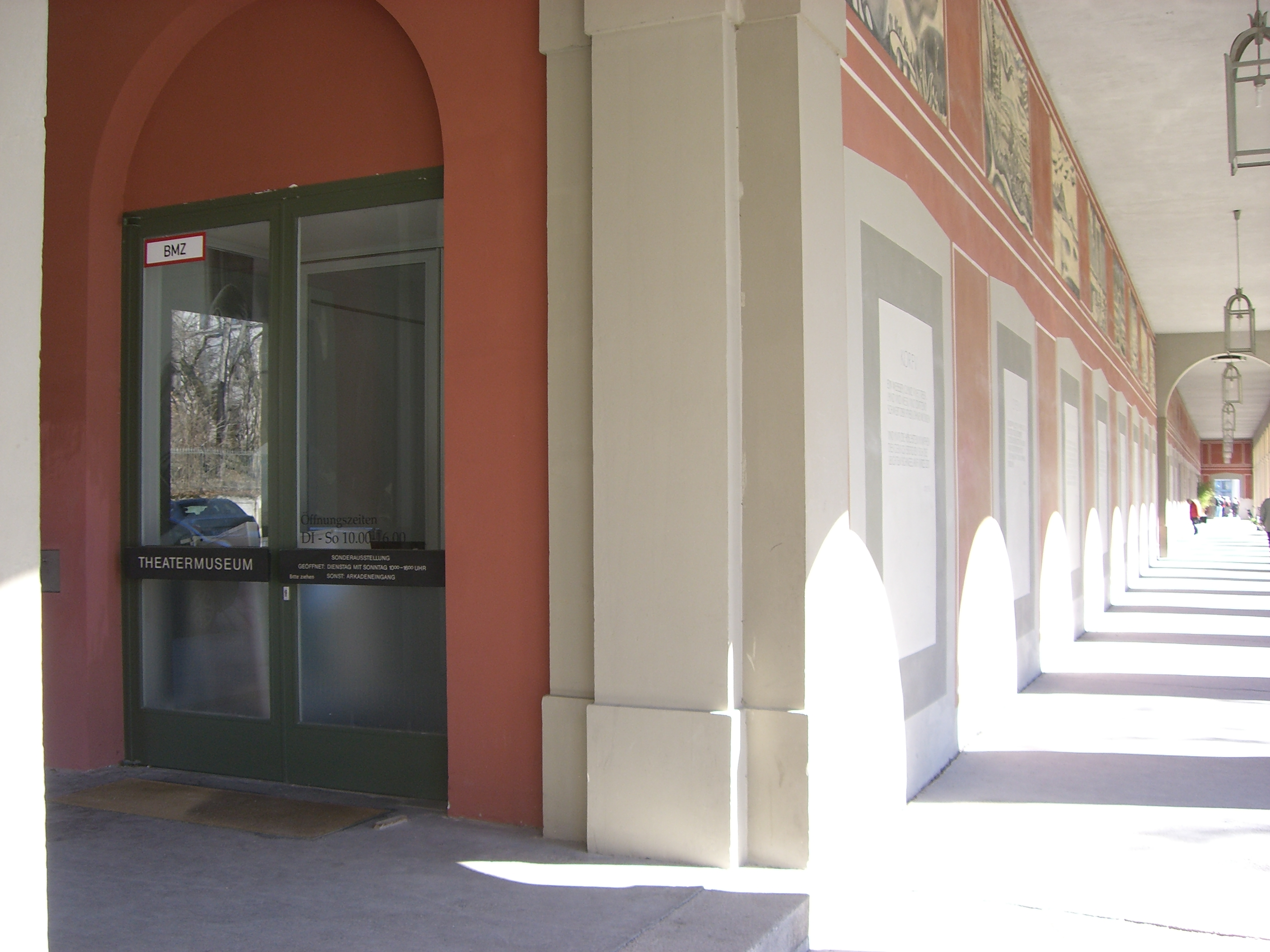
Ingång från Hofgarten till Münchens Theatermuseum på norra sidan.
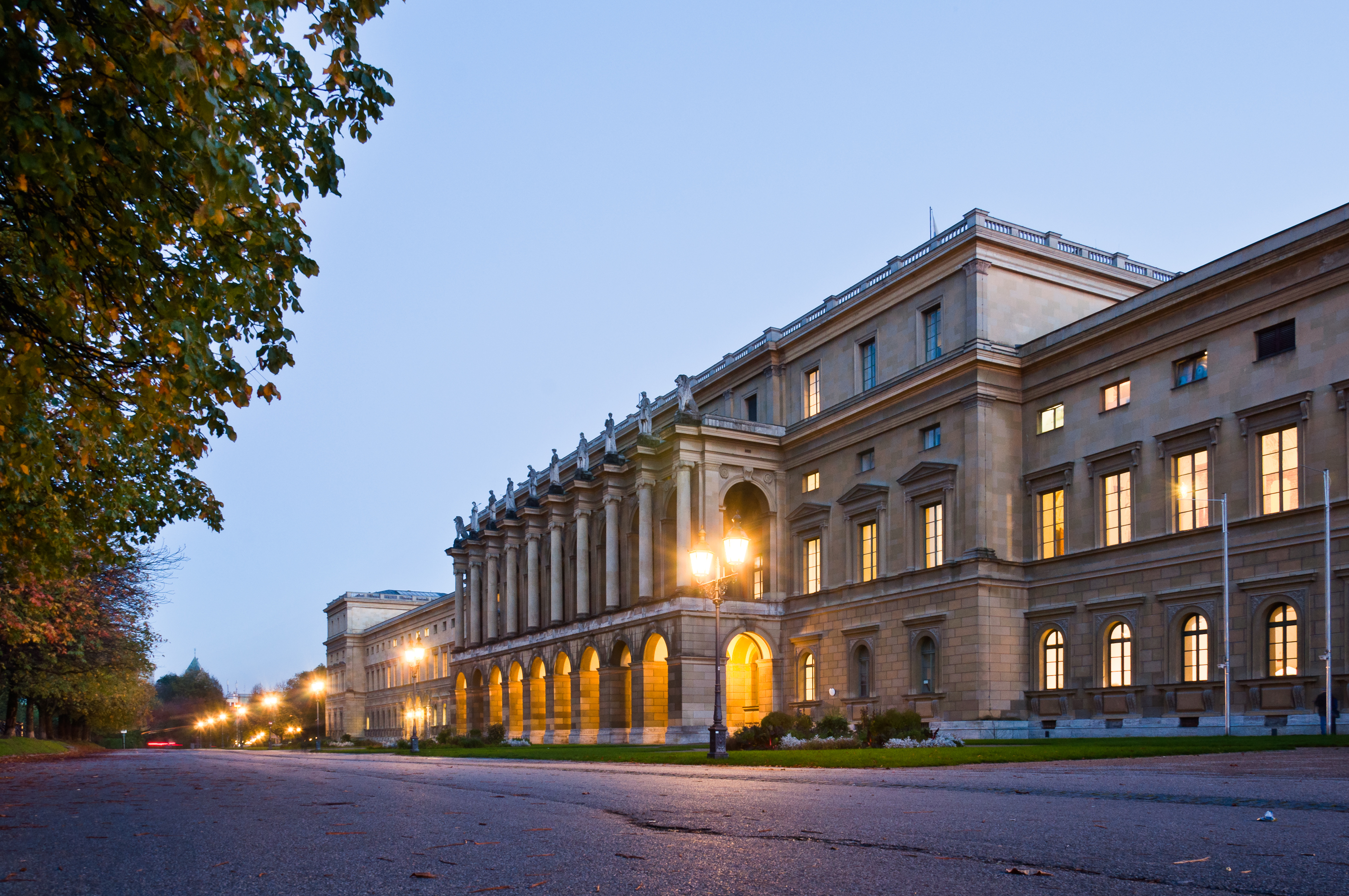
Residensets Festsaalbau ut mot Hofgartenstraße.
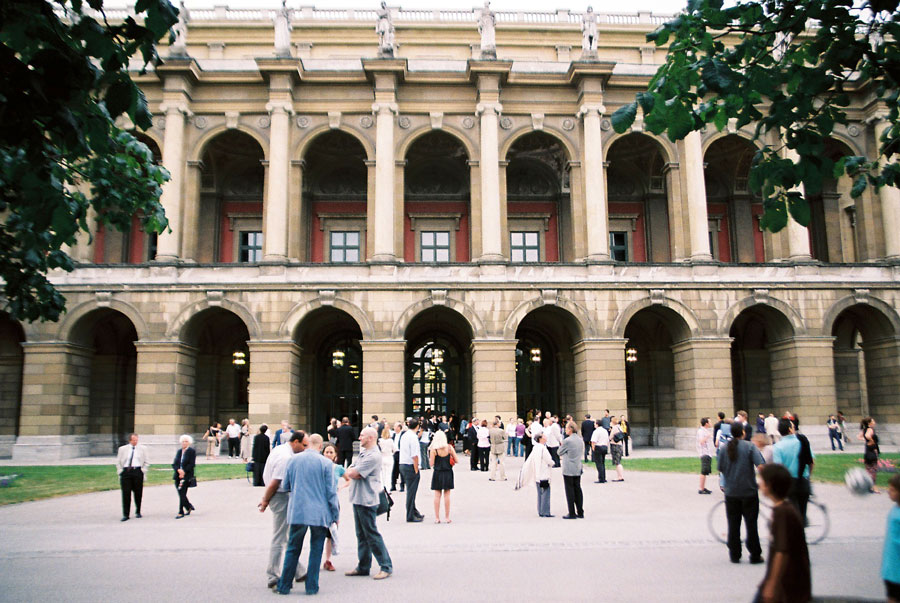
Den klassicistiska fasaden till konserthallen Herkulessaal.
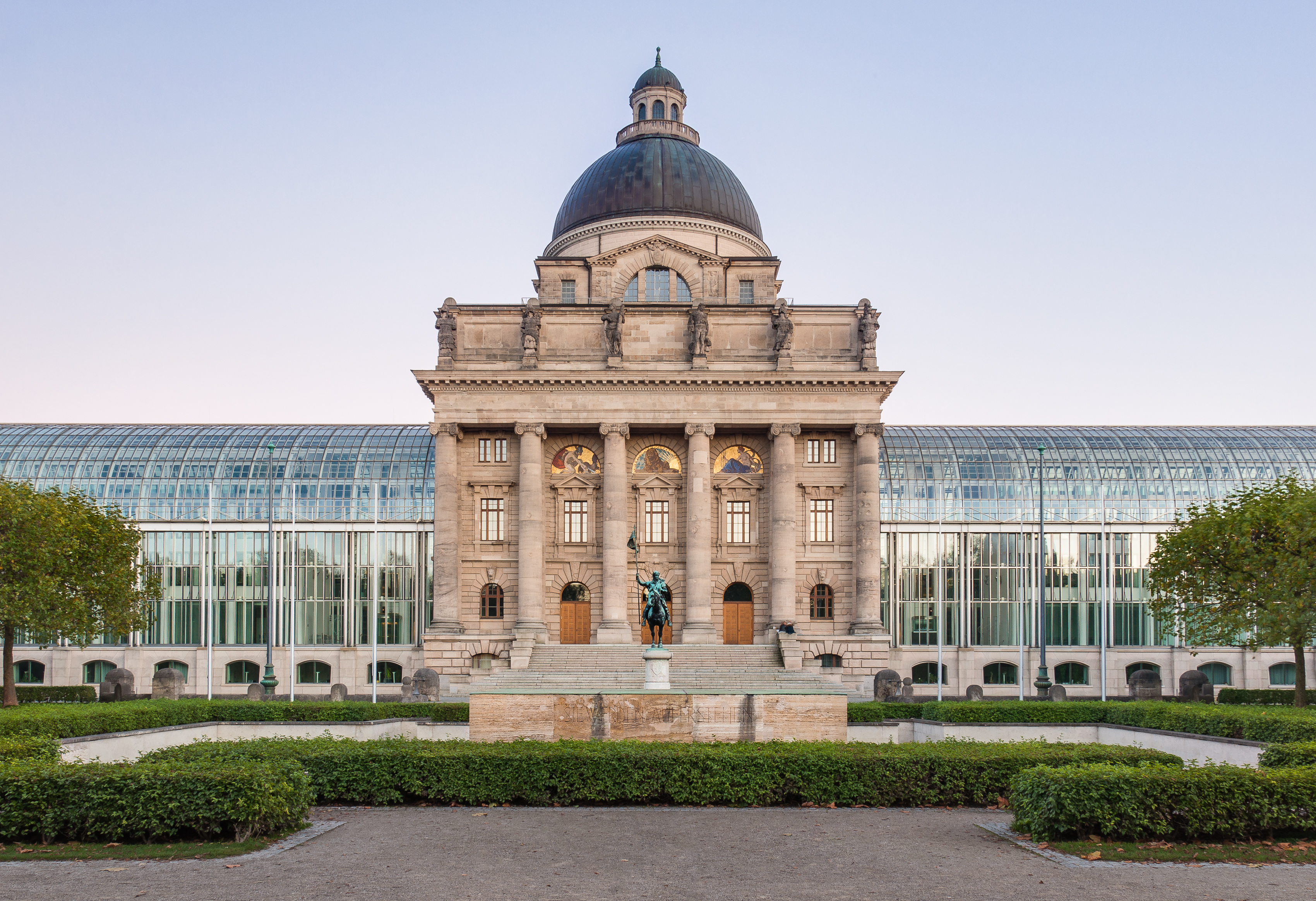
Bayerns statskansli i öster, bakom en staty av Otto I (1911) och Münchens motsvarighet till Den okände soldatens grav (1928).
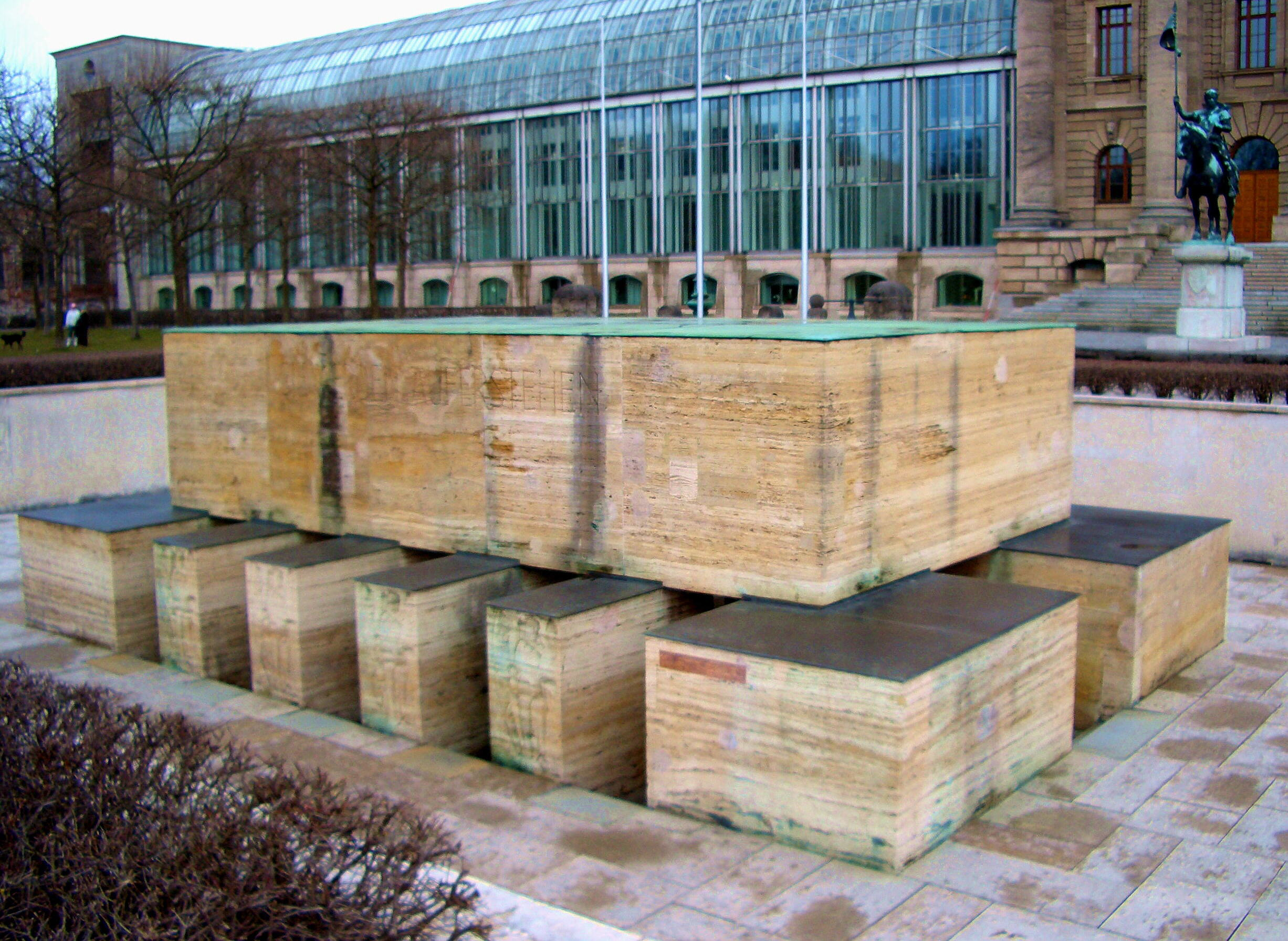
Hofgartens Kriegerdenkmal.
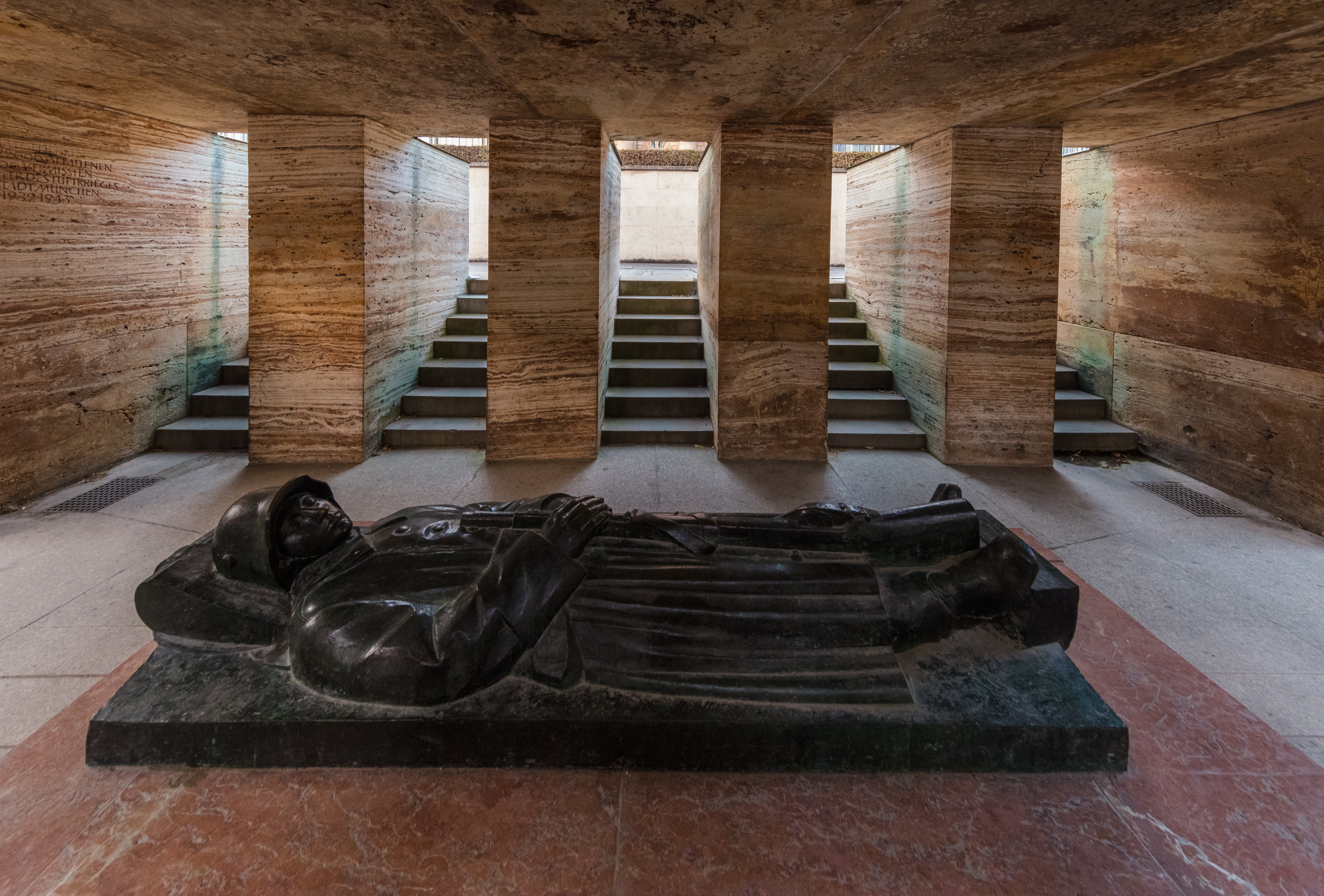
Skulptur av den stupade, i kryptan.
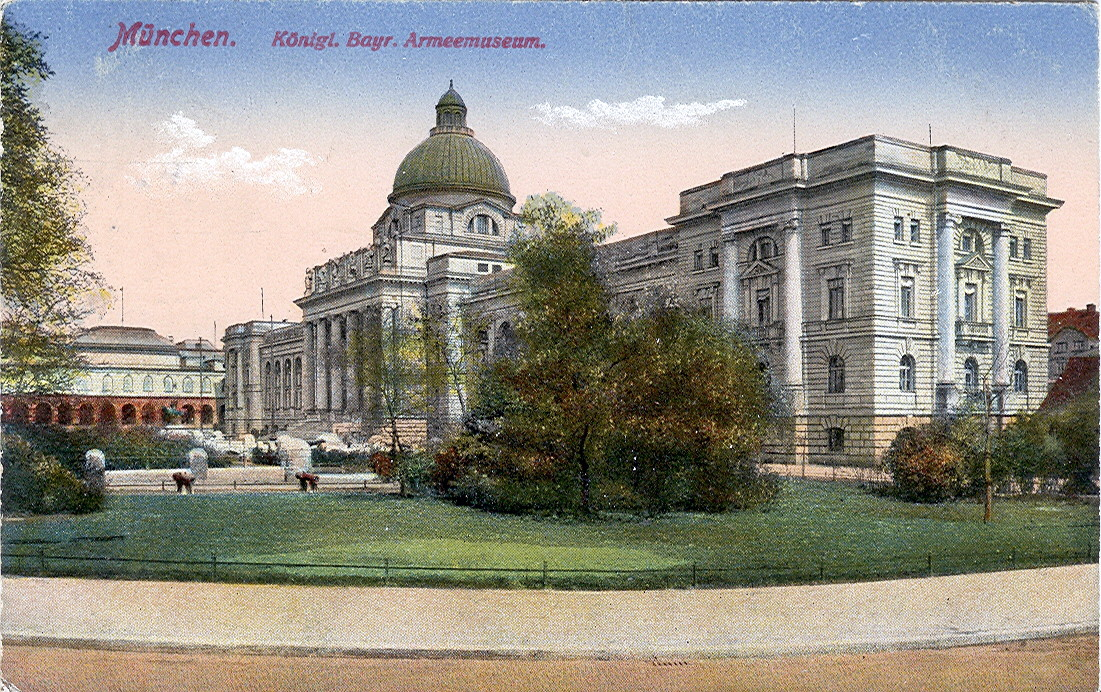
Armémuseet på ett vykort från omkring 1917.
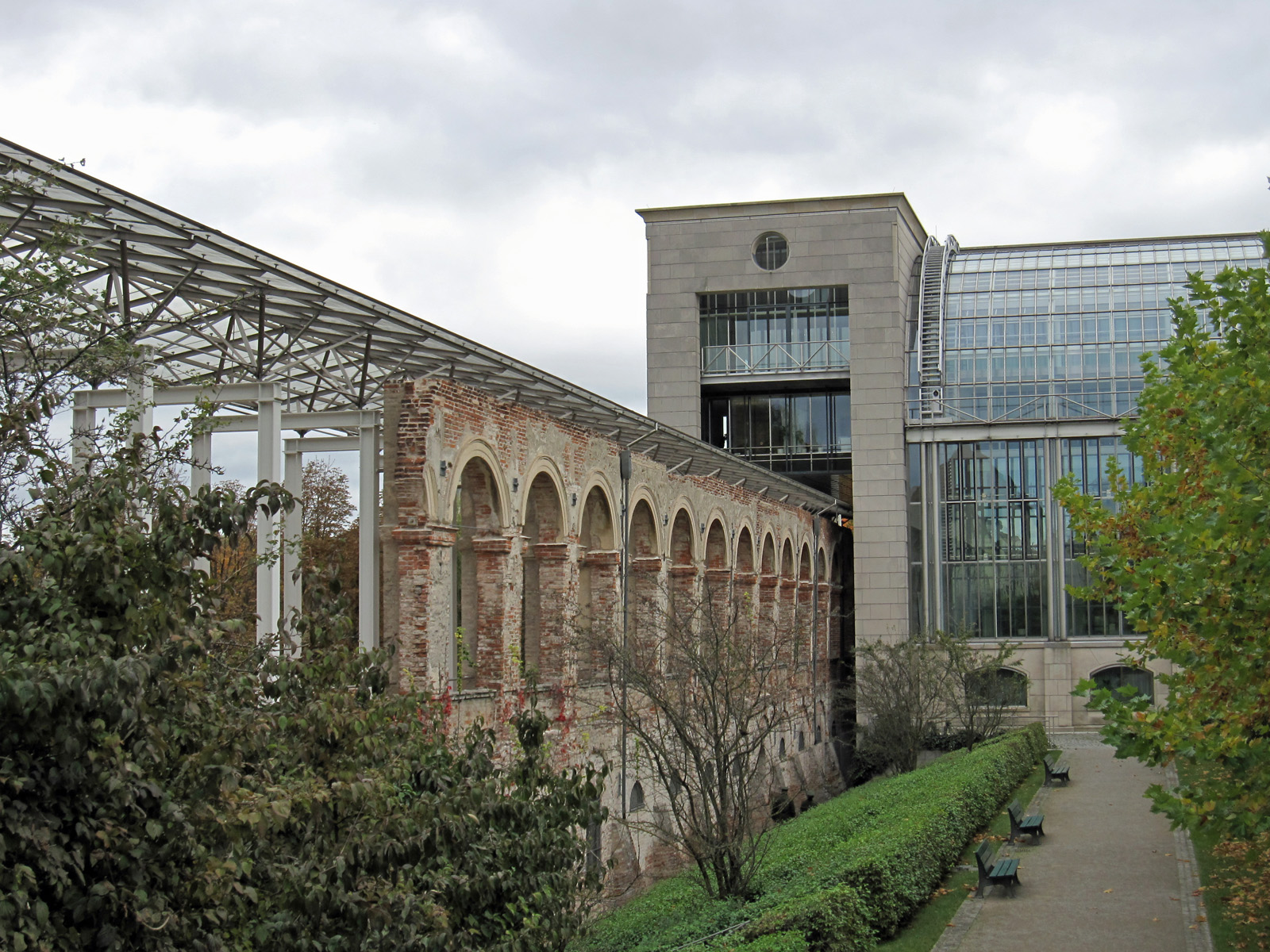
I parkens nordöstra hörn finns bevarade arkader från renässansen.